# Västertjärnen (Arvidsjaurs socken, Lappland)
Västertjärnen är en sjö i Arvidsjaurs kommun i Lappland och ingår i Piteälvens huvudavrinningsområde. Sjöns area är 0,026 kvadratkilometer och den befinner sig 316 meter över havet.